# Couvent de Mörmter

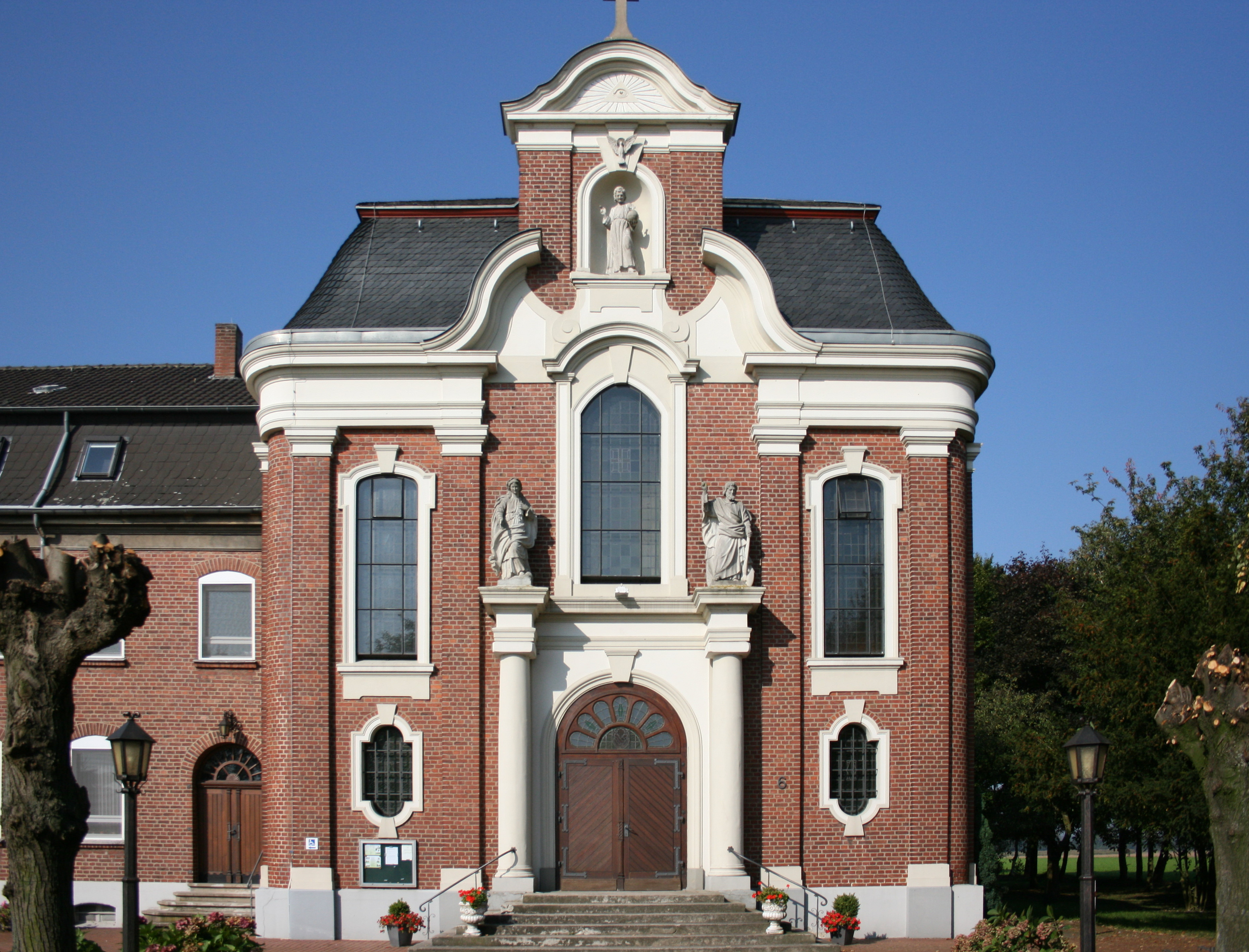
Entrée de l'église conventuelle

Le couvent de Mörmter (Kloster Mörmter) est un couvent franciscain de la province franciscaine du Brésil du Sud situé à Mörmter, près de Xanten en Allemagne.

## Historique

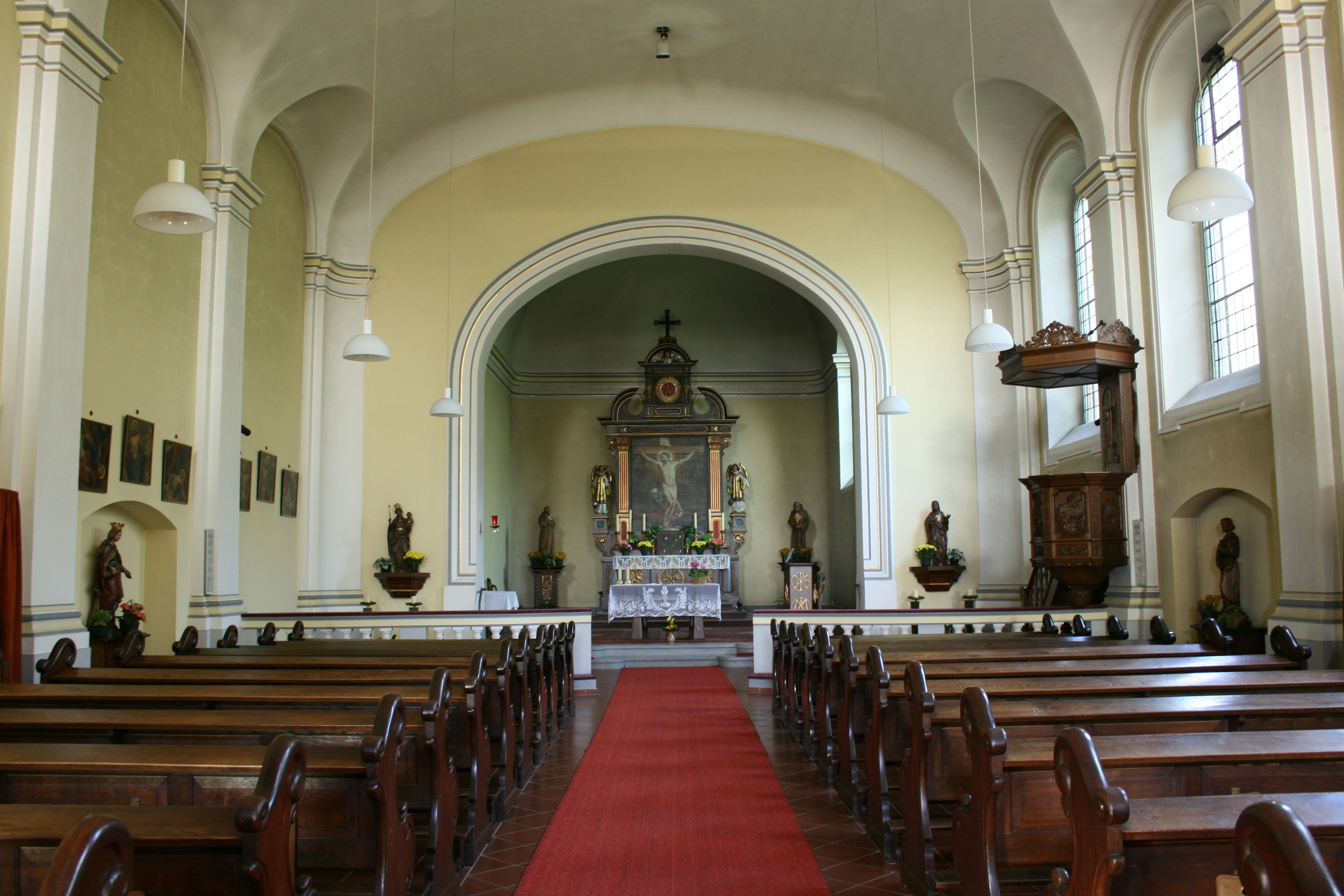
Intérieur de l'église

Les franciscains de Dorsten obtiennent le droit au début du XXe siècle de fonder un couvent en Basse-Rhénanie. La première pierre est bénite le 31 juillet 1921 et le couvent est terminé le 23 novembre 1922 pour accueillir sept franciscains. Ils s'occupent de la pastorale des environs (baptêmes, premières communions, mariages, etc.) avec la permission de l'évêque de Münster, puis font également de leur couvent une maison d'exercices spirituels.
Pendant la Seconde Guerre mondiale, le couvent est presque entièrement réquisitionné par la Wehrmacht et à l'automne 1944, il est supprimé par ordre de l'administrateur d'arrondissement (de) pour devenir exclusivement un quartier militaire, ce qui provoque la résistance du bourgmestre de Wardt (dépendant de Xanten) qui avait toujours été soutenu par les franciscains et qui lui-même était un ami des religieux. Le couvent sert d'hôpital militaire à partir de février 1945 pour environ huit cents soldats blessés. Près de quatre-vingts soldats y trouvent la mort. Ils sont enterrés au cimetière du couvent. Xanten est occupé à partir de mars 1945 par les Alliés et un mois plus tard les franciscains sont de retour. Ils sont trois au début, puis neuf.
Les franciscains accueillent au couvent des familles dont les maisons ont été détruites dans les derniers jours de la guerre.
Le couvent de Mörmter a été affilié à la province du Brésild du Sud en 1977 pour servir de résidence et de maison de retraite aux franciscains missionnaires âgés. La question de sa fermeture s'est posée à partir de 2007.

## Illustrations

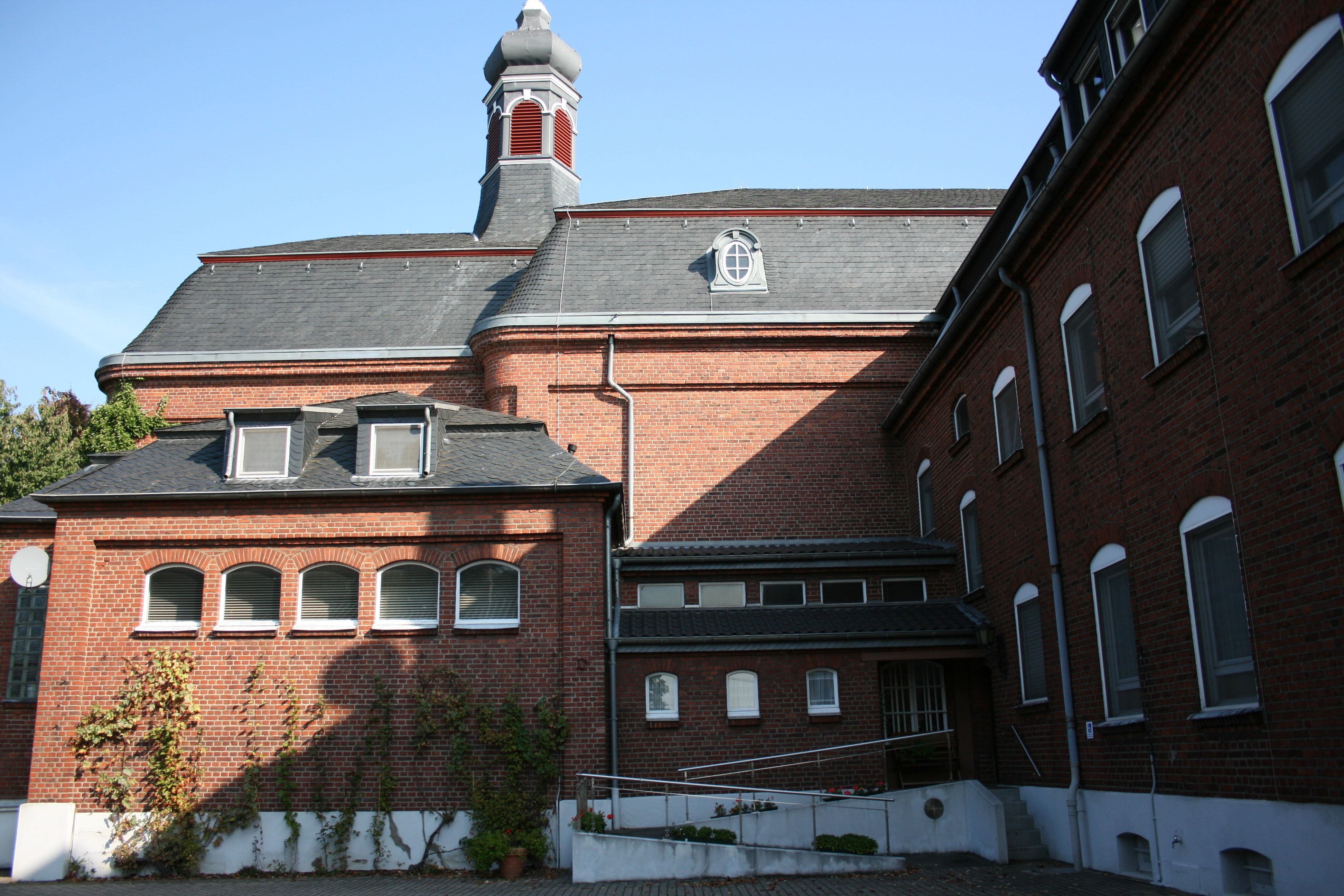
Détail de la cour du couvent
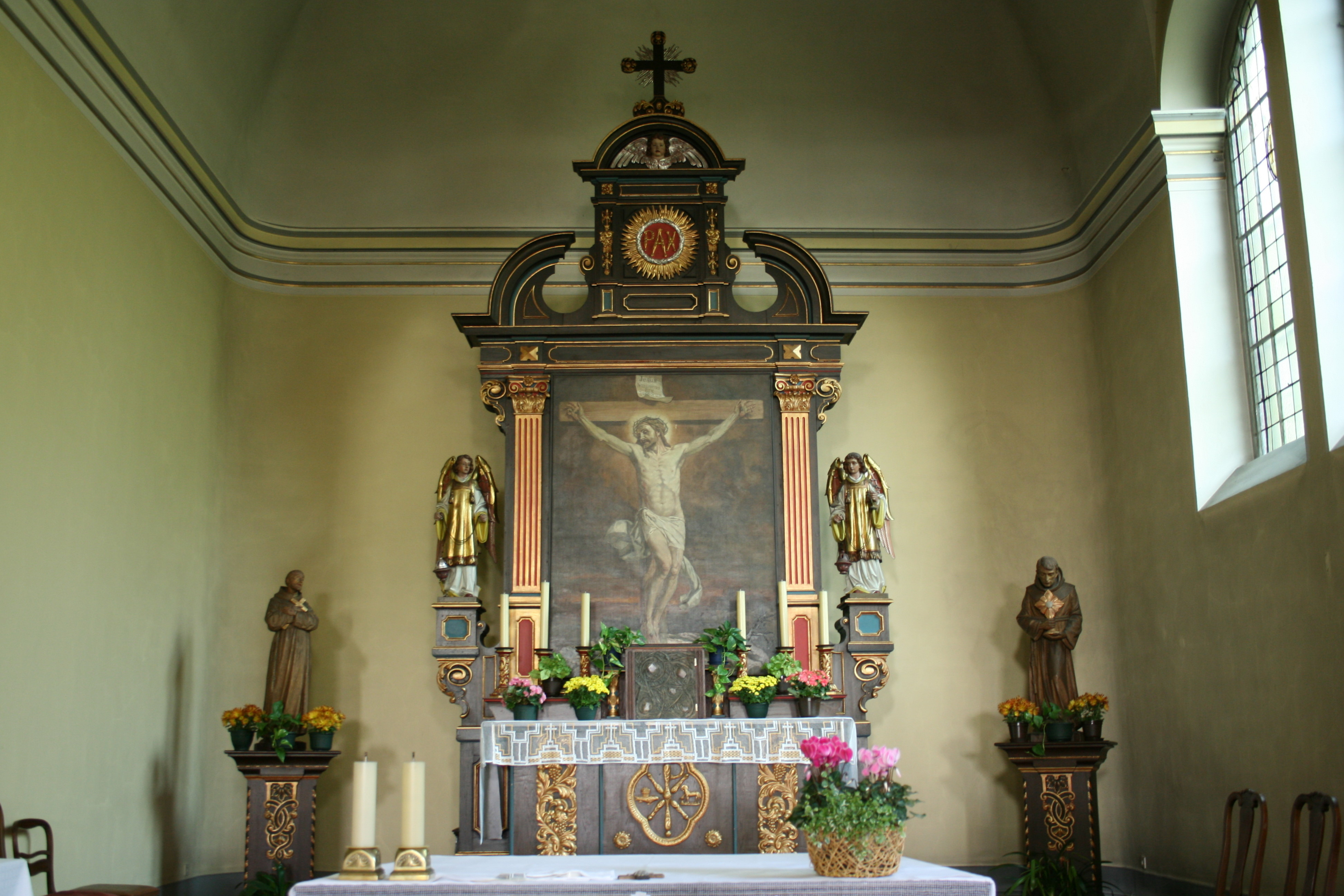
Vue de l'autel de l'église
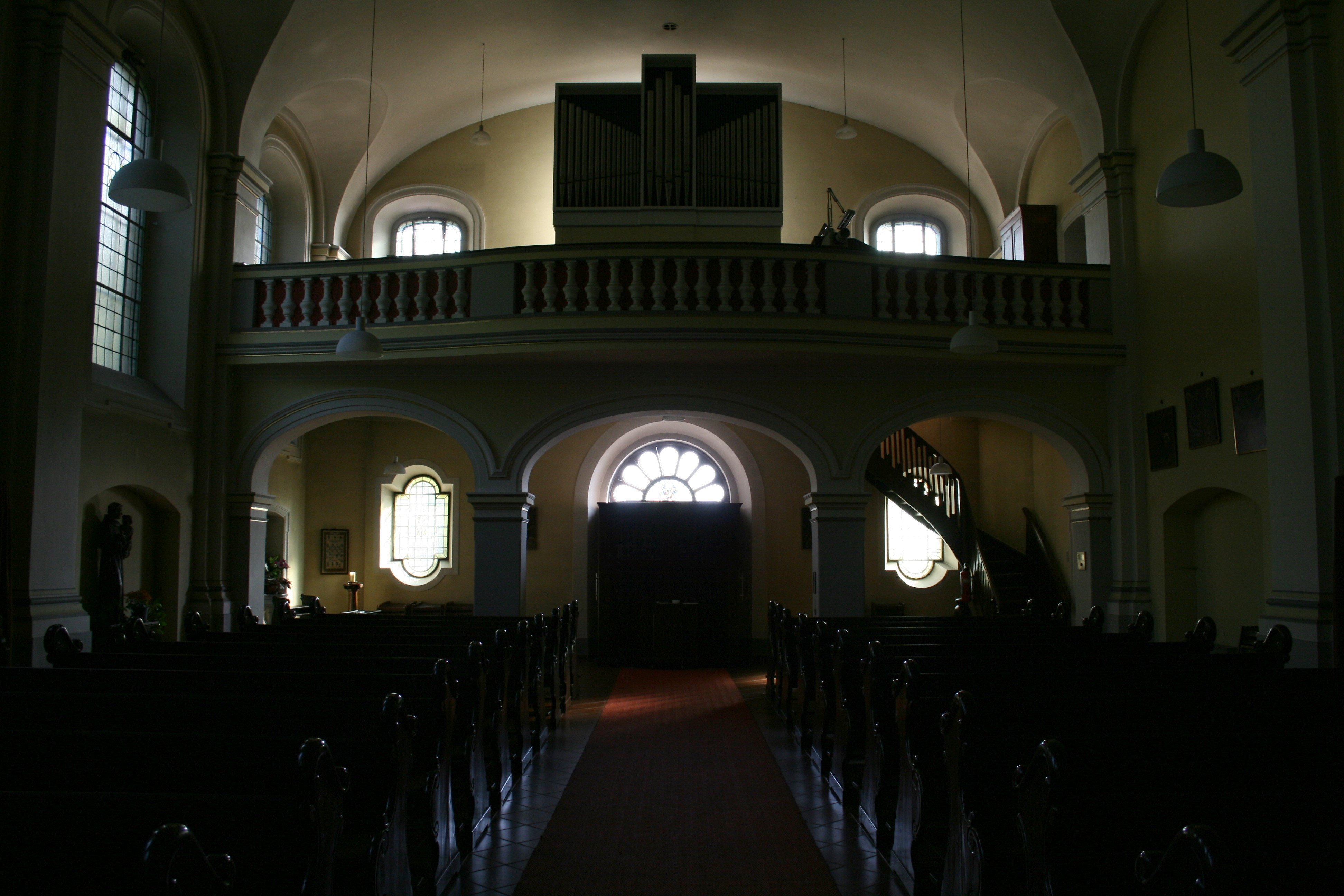
Vue de la tribune de l'orgue
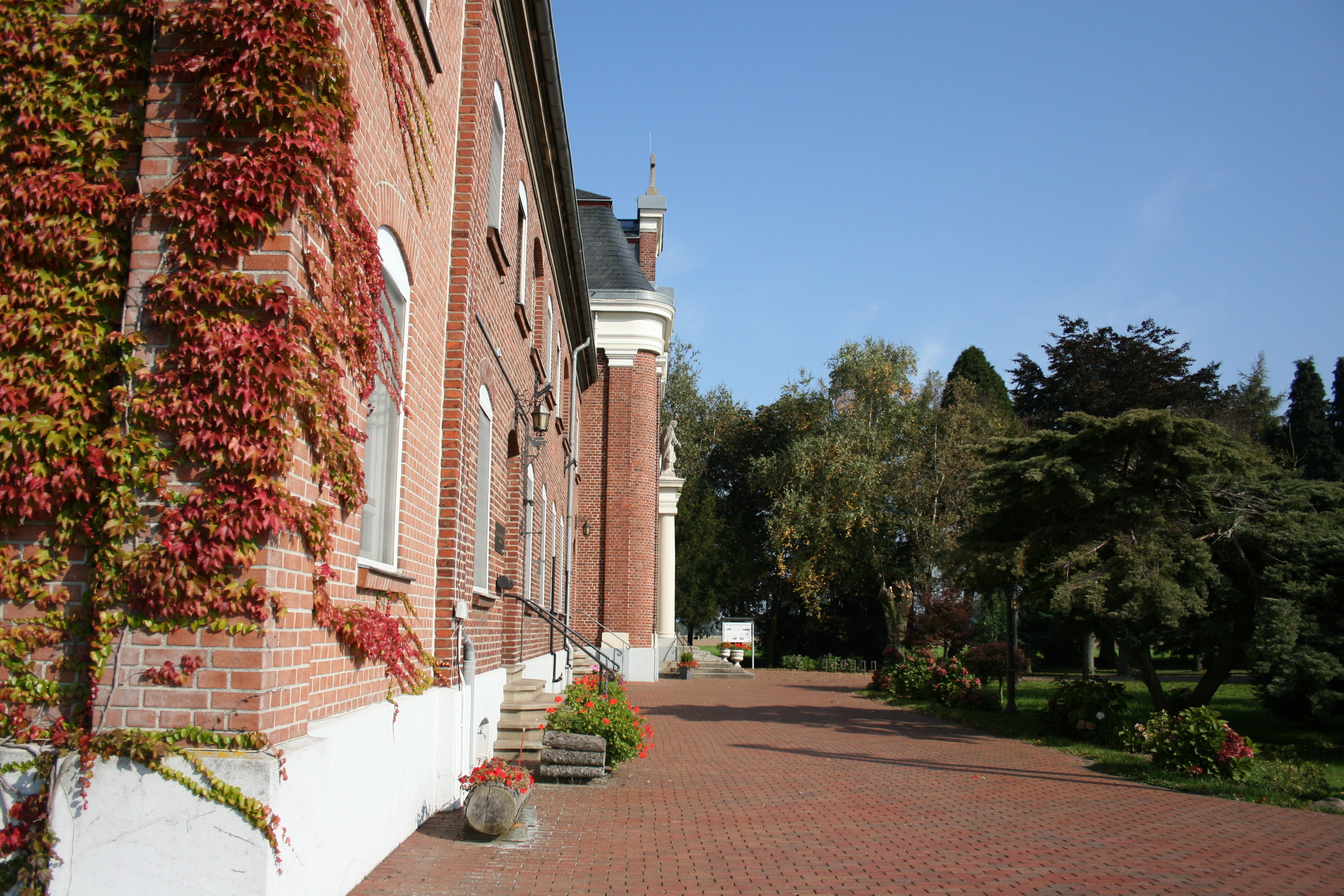
Vue de la terrasse du couvent

## Source
- (de) Cet article est partiellement ou en totalité issu de l’article de Wikipédia en allemand intitulé « Kloster Mörmter » (voir la liste des auteurs).